# Roger Scruton
Sir Roger Vernon Scruton (Buslingthorpe, 27 febbraio 1944 – Brinkworth, 12 gennaio 2020) è stato un filosofo britannico, esponente del conservatorismo tradizionalista.

## Biografia
È stato un accademico, curatore, editore, avvocato, giornalista, romanziere, compositore e uno dei più controversi pensatori britannici. Un tema ricorrente del suo pensiero è il tentativo di comprendere e difendere le conquiste della cultura occidentale. Nella sua filosofia politica cerca di articolare e difendere il conservatorismo che faceva risalire ad Edmund Burke, il critico inglese della Rivoluzione francese.
Curatore, dal 1982 al 2001, della Salisbury Review, una rivista politica conservatrice, Scruton ha scritto oltre 50 libri su filosofia, arte, musica, politica, letteratura, cultura, sessualità, e religione, oltre a romanzi e due opere liriche. Tra le sue pubblicazioni vi sono The Meaning of Conservatism (1980), Sexual Desire (1986), The Aesthetics of Music (1997), e How to Be a Conservative (2014). Ha scritto con regolarità su riviste quali The Times, The Spectator, e The New Statesman.
Scruton ha abbracciato il conservatorismo dopo aver osservato, nel Sessantotto, le proteste studentesche del Maggio francese. Dal 1971 al 1992 è stato docente e professore di estetica al Birkbeck College, presso l'Università di Londra, ed in seguito ha ricoperto varie altre cariche accademiche a tempo parziale in altre università anche negli Stati Uniti. Divenne noto negli anni ottanta per aver contribuito a creare network accademici segreti nell'Europa dell'est allora sotto il controllo dell'Unione Sovietica. Per questa ragione è stato insignito della medaglia al merito della Repubblica Ceca dal presidente Václav Havel nel 1998.
Dopo avere appreso nel luglio 2019 di avere un tumore, Scruton si è sottoposto a chemioterapia. È morto il 12 gennaio 2020 all'età di 75 anni.

## Vita privata
Scruton è stato sposato due volte. Il primo matrimonio, con Danielle Laffitte, è terminato con il divorzio nel 1979. Il secondo matrimonio nel 1996 con Sophie Jeffreys.

## Opere
- Guida filosofica per tipi intelligenti, Raffaello Cortina, 1997
- Manifesto dei conservatori, Raffaello Cortina, 2007
- Gli animali hanno diritti?. Raffaello Cortina, 2008
- Bevo dunque sono. Guida filosofica al vino, Raffaello Cortina, 2010
- La bellezza, Vita & Pensiero editore, 2011 ISBN 978-88-343-1919-2
- Il bisogno di nazione, Le Lettere, 2012
- Essere conservatore, D'Ettoris Editori, 2015 (titolo originale: "How to be a Conservative")
- Sulla natura umana, Vita & Pensiero editore, 2018
- Confessioni di un eretico, D'Ettoris, 2018.